# Thomas Starzl
Thomas Earl Starzl (ur. 11 marca 1926 w Le Mars, zm. 4 marca 2017 w Pittsburghu ) – amerykański lekarz, nazywany „ojcem współczesnej transplantologii”.

## Życiorys
Urodził się w Le Mars w stanie Iowa. Jego ojciec pochodził z Czechosłowacji, a matka z Irlandii . W 1952 uzyskał jednocześnie dyplomy ukończenia dwóch kierunków studiów w Northwestern University Medical School: medycyny i neurofizjologii. Po studiach przez 4 lata odbywał staż w Johns Hopkins Hospital w Baltimore. W latach 1962–1980 pracował w Uniwersytecie Kolorado (ang. University of Colorado) w Denver. Od roku 1981 do 2012 zatrudniony był na Uniwersytecie w Pittsburghu.
Był pierwszą osobą na świecie, która dokonała udanego przeszczepu wątroby. Miało to miejsce 23 lipca 1967 roku (pierwszą nieudaną próbę podjął, także jako pierwszy na świecie, 1 marca 1963 roku ).
Został doktorem honoris causa 21 uniwersytetów w USA i na świecie, oraz laureatem wielu nagród takich jak m.in.:
- National Medal of Science (2004)
- David M. Hume Memorial Award (National Kidney Foundation)
- Brookdale Award in Medicine (American Medical Association)
- Bigelow Medal (Boston Surgical Society)
- City of Medicine Award
- Distinguished Service Award (American Liver Foundation, 1991)
- William Beaumont Prize in Gastroenterology (American Gastroenterological Association)
- Peter Medawar Prize (The Transplant Society)
- Jacobson Innovation Award (American College of Surgeons)
- Lannelongue International Medal (Académie Nationale de Chirurgie, 1998)
- King Faisal International Prize for Medicine (2001)
- Lasker-DeBakey Clinical Medical Research Award (2012)[6]

Był też autorem ponad 1600 publikacji zamieszczonych w profesjonalnych czasopismach, 4 książek oraz 100 rozdziałów w podręcznikach .